# Prisión de Santo Boma
La Prisión de Santo Boma o la Penitencíaria Central (en neerlandés: Centraal Penitentiaire Inrichting) es una prisión que se encuentra en el distrito de Wanica a una media hora en vehículo de la ciudad de Paramaribo la capital del país sudamericano de Surinam. Además de una sección para hombres, también hay secciones para mujeres y jóvenes prisioneras. La Penitenciaría Central fue construida en 1967 en lo que entonces era el distrito de Surinam. Después de un Golpe de Estado en 1980 algunos rebeldes fueron trasladados a Santo Boma además de políticos, miembros de la policía y oficiales del ejército.